# جون آدامز (مؤلف موسيقي)
جون آدامز بالإنجليزية John Coolidge Adams (ولد في 15 فبراير)
مؤلف موسيقي أمريكي

## حياته
نشأ في فيرمونت ونيوهامشاير التحق بهارفارد ودرس التأليف الموسيقي مع ليون كيرشنار وإيرل كيم وآخرين. عام 1971 انتقل إلى سان فرانسيسكو حيث درس في «كونسرفتوار سان فرانسيسكو» للموسيقى ومن عام 1979 حتى 1985 عمل مؤلف مقيم لدى أوركسترا سان فرانسيسكو السيمفوني. في هذا المنصب ابتكر سلسلة «موسيقى جديدة ومألوفة» وهي نقطة انطلاق لتقديم معظم الموسيقى المعاصرة بما في ذلك الكثير من المقطوعات الخاصة بهز اشتهر أدامر بعملي أوبرا بالتعاون مع أليس جودمان ومارك موريس وبيتر سيلارز «نيكسون في الصين» 1987 تتناول زيارة نيكسون التاريخية سنة 1972 للصين و«موت كلينجوفار» 1991، مستوحاة من اختطاف سفينة «أشيل لورو» عام 1985. بتكليف من أوبرا سان فرانسيسكو، شكل فريق مع جودمان وسيلارز لكتابة أوبرا ثالثة هي «دكتور أتوميك» المأخوذة عن حياة الفيزيائي جي روبرت أوبنهايمر، العمل تلقى عرضه الأول في أكتوبر 2005.
في حين لا يكون هذا "مفهوم غالي"، فإن مقطوعات آدامز الأوركسترالية والآلية كانت مغامرة بالمثل. حتى الآن أهم أعماله هو Shaker Loops 1978 لسبع آلات وترية صولو وراجعها عام 1983 لفرقة الوتريات، وعمل "هارمونيام" 1981 و"موسيقى جراند بيانولا" 1982، و"كتاب الهارموني" 1985 العنوان يشير إلى دارسة قام بها أرنولد شونبرج، “رئيس مجلس الإدارة يرقص" 1986 وعمل "ترومبا آيونتانا" و"رحلة قصيرة في الآلة السريعة" 1986. أعمال هامة أخرى تشمل "مضمد الجروح" 1988 الذي اعتمد على عمل لوايتمان للباريتون والأوركسترا، وعمل "عن تناسخ الارواح" 2002 الذي نال عنه جائزة بوليتزر سنة 2003 للاوركسترا والكورس وجوقة الأطفال، وهو رد فعل تجاه أحداث 11 سبتمبر 2001، The Dharma at Big Sur 2003، وكهو كونشترو للكمان الكهربائي والأوركسترا يشتق مصادر إلهامه من الكاتب جاك كيرواك والمؤلفين تيري رايلي ولو هاريسون. هذه المقطوعات صارت مشهورة للغاية حتى أنه منذ أوائل التسعينات، كان آدامز أكثر مؤلف موسيقي حي تؤدى أعماله بتكرار.

## موسيقاه
موسيقى آدامر تجسد العناصر المنيمالية، لكنها أيضا تعكس قبول المقامية والتراكيب الرسمية والتطورية واسعة النطاق المرتبطة بها خاصة الملحوظة في أعماله منذ التسعينات. أيضا موسيقى أدامز رفيعة وتقتحم التاريخ الموسيقى مثلما قال المؤلف نفسه (مثال جيد في الفصل الثالث من نيكسون في الصين، حيث يرقص ماو وجيانج تشنج زوجته وقائد عصابة الأربعة، رقصة الفوكس تروت) في ضوء انشغاله بالتقليد، لابد من اعتبار آدامز ليس مجرد مبتكر يملك حس لمكان تعاطف جمهوره، لكن مبتكر هام للأنواع القياسية للموسيقى الكلاسيكية.

## وصلات خارجية
- جون آدامز على موقع IMDb (الإنجليزية)
- جون آدامز على موقع الموسوعة البريطانية (الإنجليزية)
- جون آدامز على موقع مونزينجر (الألمانية)
- جون آدامز على موقع ميوزك برينز (الإنجليزية)
- جون آدامز على موقع إن إن دي بي (الإنجليزية)
- جون آدامز على موقع أول ميوزيك (الإنجليزية)
- جون آدامز على موقع ديسكوغز (الإنجليزية)
- جون آدامز على موقع قاعدة بيانات الفيلم (الإنجليزية)

1. ↑  Internet Movie Database (بالإنجليزية), QID:Q37312
2. 1 2 3 4 5  Paul de Roux (1994). Nouveau Dictionnaire des œuvres de tous les temps et tous les pays (بالفرنسية) (2nd ed.). Éditions Robert Laffont. Vol. 1. p. 16. ISBN:978-2-221-06888-5. OL:853541M. QID:Q28924058.
3. ↑  Brockhaus Enzyklopädie | John Coolidge Adams (بالألمانية), OL:19088695W, QID:Q237227
4. 1 2 3 4 5  Grove Music Online (بالإنجليزية), Oxford University Press, DOI:10.1093/GMO/9781561592630.ARTICLE.42479, OL:21999693M, QID:Q30532476
5. 1 2 3 4  Who's who (بالإنجليزية البريطانية والإنجليزية), فرانسيس دوق تيك, ISSN:0083-937X, QID:Q2567271
6. ↑   https://erasmusprijs.org/prijswinnaars/john-adams/. اطلع عليه بتاريخ 2025-01-28. {{استشهاد ويب}}: |url= بحاجة لعنوان (مساعدة) والوسيط |title= غير موجود أو فارغ (من ويكي بيانات) (مساعدة)
7. ↑  Internet Movie Database (بالإنجليزية), QID:Q37312
8. ↑  MusicBrainz (بالإنجليزية), MetaBrainz Foundation, QID:Q14005
9. 1 2  NPR Encylopedia of Classical Music